# Himantura dalyensis
Himantura dalyensis är en rockeart som beskrevs av Last och Manjaji-Matsumoto 2008. Himantura dalyensis ingår i släktet Himantura och familjen spjutrockor. IUCN kategoriserar arten globalt som otillräckligt studerad. Inga underarter finns listade i Catalogue of Life.